# محمد الحاج (فلسطيني)
محمد الحاج (1982-) فنان فلسطيني ولد في ليبيا يعود نسبه لعائلة من قرية كوكبة هُجرت عام 1948 إلى مخيم النصيرات في غزة. حصل على درجة البكالوريوس من جامعة الأقصى في تخصص التربية الفنية وشارك بعدها مجموعة من الدورات الفنية التخصصية في ميادين النحت الجداري وعلوم التربية والاستخدام الوظيفي لخامات البيئة في مواضيع الفنون والرسم و التصوير الزيتي. عمل بعدها في مجال التدريس في المدارس الحكومية بقطاع غزة منذ عام 2005.

## الحياة العملية
شغل محمد الحاج عدة مناصب في حياته الفنية وكان منها:عضو مؤسس لجمعية الفنانين التشكيليين الفلسطينيين في غزة عام 2021، وعضو مجموعة جذور الفن التشكيلي بين عامي 2011 و2014، وعضو مجموعة بالتا للفن التشكيلي في فلسطين. 

## أسلوبه الفني
جمعت أعمال محمد الحاج بين النحت (ريليف) واللوحة المنفذة بمواد مختلفة على القماش، وتطرق الحاج في أعماله للقضية الفلسطينية على وجه الخصوص، فرسم عن اللجوء والقضايا الوطنية مستخدماً الرموز المتمثلة بالكوفية والكتابة وعناصر التراث الشعبي الفلسطيني والمرأة والمخيم والقدس كمواضيع متنوعة يحاول من خلالها بناء هويته الفنية. وجمع أسلوبه بين التعبيرية والرمزية في اللوحة واقترب بعضها من شكل الملصق الذي يستعرض الفكرة وتأتي المعالجات لاحقا في الوقت الذي ذهب أسلوبه في النحت نحو التعبيرية التجريدية فاعتمد بناء أشكاله على صياغات بصرية تتألف فيها العناصر التي تجمع بين التراث والحداثة عبر المعالجات التقنية. 

## المعارض الفردية
نظم الحاج معارض فردية فنية عرضت فيه مختلف أعماله الفنية ومنها كان:
- معرض (انتقال) في محترف شبابيك للفن المعاصر في غزة عام 2021.
- معرض (لم تزل) معرض فردي متنقل في فندق الجدار في بيت لحم،ومركز الليوان الثقافي بالناصرة ومركز بيوس الثقافي بالقدس ومركز البيرة الثقافي في رام الله 2018-2019.
- معرض (كيان أسود في المساحة البيضاء) في مركز قطان للطفل في غزة 2013.
- معرض (ملامح فلسطينية) في قرية الحرف والفنون التابعة لبلدية غزة عام 2007.

## المعارض الجماعية
شارك محمد الحاج في العديد من المعارض الجماعية وكان منها:
- معرض (فسحة) معرض رقمي في غزة عام2018.
- معرض (قهوة الشتاء) في جمعية الهلال الأحمر لقطاع غزة واللجنة الثقافية ومركز غزة للثقافة والفنون 2016.
- معرض (صفحات وطن) جاليري الدغليس للثقافة والفنون عمان الأردن 2015.
- معرض (تحليق اضطراري) معرض دولي في الجليل في الأراضي المحتلة عام48 في عام 2013.
- معرض ملتقى الفنانين التشكيليين العرب للأعمال الصغيرة في القاهرة 2012.
- معرض (مساحات داكنة) منتدى فلسطين في غزة 2009.

## الجوائز
حاز الحاج على عدة جوائز لأعماله الفنية ومنها:
- الميدالية الذهبية في ملتقى بصمات التشكيليين العرب التاسع القاهرة في مصر عام 2015.
- جائزة الأوسكار الفضية في صالون الشرق الأوسط الفني في مصر عام 2012.
- الجائزة الأولى في مسابقة التصميم الفني بكلية الفنون الجميلة في جامعة الأقصى في غزة عام 2004.